# Tukotuko płochy
Tukotuko płochy, tukotuko polny (Ctenomys talarum) – gatunek gryzonia z rodziny tukotukowatych (Ctenomyidae). Występuje w Ameryce Południowej, gdzie odgrywa ważną rolę ekologiczną. Siedliska tukotuko płochego położone są na terenach argentyńskiej prowincji Buenos Aires, Córdoba, San Luis i być może terenie prowincji Santa Fe. Międzynarodowa Unia Ochrony Przyrody (IUCN) wymienia ten gatunek w Czerwonej księdze gatunków zagrożonych jako gatunek najmniejszej troski i oznacza go akronimem LC.